# Boston Open 2004
Die Boston Open 2004 im Badminton fanden in Cambridge statt.

## Sieger und Finalisten
| Disziplin    | Gold                              | Silber                              |
| ------------ | --------------------------------- | ----------------------------------- |
| Herreneinzel | Jackaphan Thanateeratam           | Khankham Malaythong                 |
| Dameneinzel  | Lili Zhou                         | Melinda Keszthelyi                  |
| Herrendoppel | Khankham Malaythong Raju Rai      | Pascal Gagnon Dominique Tourillon   |
| Damendoppel  | Valérie Loker Valérie St. Jacques | Melinda Keszthelyi Jennifer Coleman |
| Mixed        | Jackaphan Thanateeratam Lili Zhou | Raju Rai Rulien Yeh                 |